# Cerkiew Trójcy Świętej w Rydze
Cerkiew Trójcy Świętej – prawosławna cerkiew w Rydze, w dekanacie ryskim eparchii ryskiej Łotewskiego Kościoła Prawosławnego. Położona na lewym brzegu Dźwiny (Zadźwiniu). 

## Historia

### Pierwsze cerkwie na Zadźwiniu
Według niektórych świadectw na Zadźwiniu już w XI w. znajdowała się prawosławna cerkiew św. Mikołaja, a nawet poświęcony mu monaster. Przetrwał on do XV w.
Nowa drewniana cerkiew w dzielnicy została wzniesiona dzięki staraniom grupy kupców (Sawinów, Ponomariowów, Głuszkowów i Pastuchowa), z uwagi na fakt, że Zadźwinie intensywnie się rozwijało. Świątynię konsekrowano 1 sierpnia 1781 r. W 1836, z inicjatywy biskupa ryskiego Irynarcha, pierwszego rezydującego na stałe w Rydze biskupa prawosławnego, odnowiono poważnie już nadwątloną budowlę. Kolejny biskup ryski Filaret w 1843 r. zainicjował kapitalny remont budynku, w ramach którego m.in. wymieniono na nim dach, zbudowano galerię i ganek. Następny remont został przeprowadzony, gdy biskupem ryskim i mitawskim był Platon (1850-1867), a fundusze na renowację zgromadzono z datków. W opisach cerkwi z tego okresu zawarto informacje o zabytkowych XVIII-wiecznych księgach oraz rzadkich i cennych ikonach pozostających na jej wyposażeniu, w tym patronalnej ikonie Trójcy Świętej od 1800 r. ozdobionej srebrną ryzą, ikonie Matki Bożej i św. Mikołaja. Jeden z najstarszych wizerunków, kopia Tichwińskiej Ikony Matki Bożej, wystawiony był dla kultu w czasowni wzniesionej obok spichlerzy na Przedmieściu Moskiewskim, pozostającej pod opieką duchowieństwa parafii Trójcy Świętej.
W połowie XIX w. w sąsiedztwie świątyni wzniesiono kilka obiektów przemysłowych, w tym magazyny soli i fabrykę. Z powodu hałasu utrudniającego sprawowanie nabożeństw starosta cerkwi, kupiec Wasilij Alipjew w 1865 r. poprosił konsystorz eparchii ryskiej o zgodę na wzniesienie świątyni murowanej. Chociaż władze duchowne poparły ten zamysł, przez dwadzieścia lat przeciwne były mu władze miejskie.

### Cerkiew murowana
W 1887 r. drewniana cerkiew Trójcy Świętej była już w bardzo złym stanie technicznym. Arcybiskup ryski i mitawski Arseniusz ogłosił zbiórkę funduszy na budowę nowej, prowadzoną także poza granicami Rygi. Jednym z ofiarodawców był Jan Kronsztadzki. Projekt świątyni przygotowywał I. Bauman, który jednak zmarł, nie ukończywszy pracy. Jego plan uzupełnił inżynier B. Ellinger. Cerkiew wzniesiona została w stylu bizantyjsko-rosyjskim, wprost nawiązującym do XVII-wiecznej architektury moskiewskich świątyń prawosławnych.
Trzyrzędowy ikonostas do cerkwi zamówiono u Nikołaja Murawjowa, zaś wykonanie fresków i nowych ikon – u Pawła Zykowa. 25 maja 1892 r. miało miejsce położenie kamienia węgielnego, zaś prace nad wznoszeniem cerkwi ukończono w ciągu trzech lat. Budynek konsekrował 5 listopada 1895 r. arcybiskup ryski i mitawski Arseniusz w obecności reprezentanta Świętego Synodu Władimira Sablera.